# 42 епохи українських мовних контактів
«42 епо́хи украї́нських мо́вних контáктів» — найбільша за обсягом книга мовознавця Костянтина Тищенка. Опрацьована на 3000 доказових свідченнях. Принципова відмінність книги від попередніх полягає у поділі її відразу на 42 розділи саме за епохами етномовних контактів (N1-42) та у зосередженні в кожному з них усіх синхоричних (гр. «з тої ж землі») топонімів України (N-Т). Перед ними щоразу наведені синхоричні запозичення в українському словнику (N-С) та синхоричні прізвища українців (N-П). Послідовний розподіл за всіма 42 мовами прототипів цих трьох видів іншомовних свідчень прожитих народом подій витриманий в усій праці. Теперішній науковий синтез показує, як функціонує нова пізнавальна модель історії, окреслена автором у попередній книзі «Іншомовна історія українців»

## Анотація
| Історичні контакти українців з сусідніми народами залишили безліч мовних ознак. З них видно, як саме наші предки формувалися у Наддніпрянщині зі слов'янської групи індоєвропейців і за тисячі років асимілювали з 5 векторів 42 іншомовні меншини. Даючи їм нову ідентичність, наддніпрянці самі зазнавали їхнього впливу[2]. Кожний з 42 розділів («томів») теперішнього енциклопедичного огляду починається з короткої статті про сутність епохи контакту з певною етномовою, підтвердженого генетикою і археологією. Потім наведені запозичені при цьому слова, граматичні й діалектні явища (разом 533 статті). Незалежний слід тих самих контактів живе і у прізвищах українців (716 статей), і у топонімах України від іншомовних основ (1619 статей). Досі були відомі зв'язки з нашими предками інших слов'ян, балтів, скандинавів, ясів, греків, коптів, тюрків, монголів, персів, еламітів, грузин, вірмен, парфян, сирійців, арабів, албанців. При апробації на 700 нових групах мовних фактів усі ці впливи були підтверджені і ще виявлено кілька раніше невідомих – від франків, чувашів, марійців. У 106 статтях додатку стисло висвітлено пізнавальний контекст праці. Книга – для науковців, учителів і всіх цікавих до нових методів вивчення історії. |

## Теоретичні засади та концепція книги

Форзац книги

Визначальним при пошуках зв'язків топонімів був, як і раніше, метод топонімічного (синтопічного) контекстування, що враховує смислові зв'язки між просторово близькими місцевими назвами. Мовознавчі висновки апробовані даними генетики Y-гаплогруп. Матеріали книги реорганізовані за новою структурою за півтора роки. Історія відображеної у книзі концепції значно довша від часу написання книги. Основні етапи становлення концепції такі.

### Сучасна гідронімія як ознака тяглості населення Наддніпрянщини
Передсуди виявляються живучими, якщо далі існують суспільні групи, зацікавлені у їх реанімації. Критичний аналіз старих дискусій на тему тяглості належить історику П. Клепатському, який цитує і тодішній висновок І. І. Срезневського про те, що численні у Наддніпрянщині давні назви «могли утриматися лише через постійне знання місцевостей, яким вони відповідали, постійно близькими до них мешканцями» (Изв. Акад. Наук 1859, VIII, с. 319). Цю думку згодом розвинув П. Голубовський, навівши до неї багато прикладів, … а ми лише констатуємо факт (…): «у середній Наддніпрянщині збереглося безліч міст зі старими літописними назвами, отже, спадково збереглося й населення їх».
Часткове питання тяглості населення Лівобережжя також періодично стає об'єктом спекуляцій. Кваліфікований висновок належить тут О. Стрижаку, який детально дослідив тему: «Той факт, що на території Полтавщини у помонгольський період збереглися не тільки майже всі відомі з літописів назви поселень, але й фіксувалися деякі нові (Стрижак 1962), є одним із важливих доказів того, що тут жило корінне слов'янське населення. На цій території зберігся також увесь домонгольський гідронімікон. Так, до гідронімів повторної фіксації на період XIV—XVI ст. припадають назви річок: Альта, Ворскла, Голтва, Локня, Мерло, Оріль, Оржиця, Псьол, Сліпорід, Сула, Супій, Трубіж, Хорол та ін.». «З неслов'янських народів на території Лівобережжя побували також готи, авари, або обри (VI ст. н. е.),… а в історичний період — болгари (булгари, або протоболгари), хозари, угри, печеніги, половці, татаро-монголи та деякі інші. …Починаючи з гуннів, слов'янська етнонімічна й топонімічна лексика… починає відображати назви народів, що рухалися зі сходу й заходу».

### База досліджень топонімів України
Основними джерелами документованих форм гідронімів є СГУ, СМГУ, обласні довідники з мікротопонімії. Реєстри ойконімів містять довідники УАТП-73, УАТП-47. Історичні форми ойконімів відображені у покажчиках до численних краєзнавчих праць (Л. Похилевич, Ю. Сіцінський). Перше системне зведення етимологій ХІХ-ХХ ст. для гідронімів України дав акад. О. Трубачов (1968), хоча й утримався від висновку про спадкоємність історичного і сучасного населення. Звідси суперечності у його книзі «Назви річок Правобережної України», де крім справді таких (Тетерів, Ірпінь, Стугна, Рось, Тясмин, Базавлук, Інгулець) розгянуті й усі лівобережні притоки Дніпра — річки басейнів Трубежа, Сули, Псла з Хоролом, Ворскли, Орелі, Самари (!). А також назви усіх основних річок гідрографічно окремих басейнів Пд. Бугу і Дністра включно з карпатськими притоками (!). Назвати все це Україною заважала схема колиски.
Науковою заслугою О. Трубачова є зведення у книзі 1968 р. етимологій більшості гідронімів України та їх подальший розподіл за окремими картами відповідно до етномов прототипу. Дослідник уперше вжив термін стратиграфія" у назві карти 18: «Етнолінгвістична стратиграфія [гідронімів] на південь від Прип'яті й Десни (слов'янська, балтійська, іллірійська, фракійська, іранська, тюркська) від скіфської епохи до початку ІІ тисячоліття н. е.)». Об'єктивно ці висновки зміцнювали уявлення про тяглість топонімікону України, а не лише земель «на південь від Прип'яті й Десни». Послідовно наукову позицію О. Трубачова видно з наведення ним навіть заборонених фактів про ґотські гідроніми України та їхньої карти 17 — нехай і при суповідному абзаці з однієї фрази.

### Ойконіми також містять ознаки тяглості заселення України
Таким чином, академічна наука визнала зв'язок між тяглістю заселення певної території і ступенем збереженості її гідронімії. Придатність для цієї мети також і ойконімів показана словником за ред. О. С. Стрижака. На сучасному топонімічному матеріалі К. М. Тищенко отримав гідні уваги результати з обстеження контекстів схожих ойконімів і мікротопонімів — спочатку, однокореневих з гідронімами (оз. Світязь / с. Свитазів Лв; р. і с. Колома-к, -чок). Це сприяло подоланню передсуду цілого покоління вчених про нібито бездоказовість для історичних досліджень даних ойконімії.

### Метод топонімічного контекстування
Матеріальну подібність або вивідність сучасного топоніма від імовірного іншомовного прототипу слушно вважають недостатніми доказами їх континуїтету. Відомі спроби зарадити справі, використовуючи аргументи синонімічних назв і сусідніх або близьких топонімів (напр., Топоров, Трубачев). К. М. Тищенко розвинув ці ідеї, опрацювавши метод топонімічного контекстування, спрямований на розкриття смислових зв'язків між просторово близькими топонімами. Метод не викликав зацікавлення філологів, але належно оцінений у середовищі географів (проф. В. М. Пащенко, див. вище).

### Кореляція стратиграфій українського словника й топонімії України
Зіставивши пласти топонімії зі словниковими даними про ті самі етномовні контакти, проф. К. Тищенко помітив кореляцію стратиграфій пластів топонімії та запозичень українського словника, які прийшли з тієї ж етномови. У концепції 2005 р. показано взаємну попарну відповідність хронологічних пластів запозичень у словнику української мови (за ЕСУМ) та пластів топонімів України від іншомовних основ (за топонімічними працями попередників і власними дослідженнями). Усього спочатку було виявлено 27 прожитих українцями та їхніми предками етномовних станів або мовноісторичних епох, засвідчених контактами у вигляді двох незалежних, але взаємно корельованих масивів фактів лексико-топонімічної стратиграфії України.

### Поняття епохи (доби) етномовних контактів
Як синонім періодів окремих мовних контактів у праці В. Топорова і О. Трубачова (1962) не раз ужито термін епоха: «епоха балто-фінських контактів»; «балто-слов'янські контакти тієї епохи»; «епоха, близька до часу запозичень до фінської та слов'янської мов спільних іранських елементів». Наприкінці книги 1968 р. О. Трубачов двічі вживає сполучення «скіфська епоха». За аналогією це дає підстави розглядати також і фракійську, іллірійську балтійську епохи тощо. Визначальну роль іншомовних контактів для виділення епох розвитку мов показав В. Мартинов (1989): «Якщо виключити культурні запозичення, що, як правило поширюються на багатомовні ареали, бінарні стосунки між мовами можна звести до двох типів: контактного і субстратно-суперстратного. Саме ці типи стосунків визначають часо-просторову стратифікацію досліджуваної мови».

### Генетична апробація лексико-топонімічних студій
Через 7 років функціонування нової концепції К. Тищенко помітив і далі аргументував ідею придатності для її апробації сучасних даних генетики Y-гаплогруп(2012); згодом це високо оцінив акад. Г. Півторак (2016). Огляд теми та системний виклад цього етапу становлення концепції міститься на сайті журн. «Український тиждень», у статті автора «Гени, мова, Україна» (доступний pdf).

### Стратиграфія прізвищ українців
Ще через 5 років до студій було залучено багаті дані нової електронної бази прізвищ українців (2017). Після цього збережені в етнічній пам'яті українців три різні групи мовних явищ (запозичення, прізвища, топоніми) були потрактовані як три незалежні свідки єдиного історичного процесу.
Зрозуміло, що у сполученні з генетичною апробацією все це суттєво зменшує суб'єктивність наукових висновків. Сама концепція набуває при цьому додаткової методологічної цінності. Так, скіфським запозиченням в українському словнику (потвора, почвара, шаровари) відповідають синхоричні прізвища українців (Сакович, Передерій, Перездрієнко), як і скіфські топоніми України (Дніпро, Саки, Передеріївка, Шатравине), — а з іншого боку — наявність Y-гаплогрупи R1a у кожного третього українця. Тотожність висновків з незалежних груп наукових фактів чотирьох різних типів надійно апробує конкретну атрибуцію ділянок мовної дійсності і остаточно знімає сумнів у тяглості етномовної пам'яті сучасних українців від скіфської епохи.

### 42 епохи українських мовних контактів
За подальші роки були виявлені ще 15 менших, «призабутих» епох мовних контактів (на фактах словника, прізвищ і топонімії). Унаслідок цього загальна кількість їх зросла і станом на сьогодні складає 42 — від іллірійської і скіфської епох до монгольської, литовської, польської, російської доби й сучасної глобалізації.
При цьому істотно більше порівняно з іншими мовами число іншомовних пластів у словнику, топонімії, прізвищах українців є прямим наслідком двохтисячолітнього існування наших предків у Наддніпрянщині біля шляхів, або на самих шляхах етнічних міграцій з Азії. Це стає помітним при зіставленні з історією контактів мов островів чи гірських долин. Так, алеутська мова має ознаки 5 мовних епох контактів з мовами сусідніх народів (у її словнику є запозичення з ескімоських, атапаських, коряцької, російської, англійської мов). Японці прожили шість своїх епох мовних контактів, ірландці — сім. Малагасійська мова на Мадагаскарі також зберігає мовний слід 6-7 епох свого розвитку (2-3 мовні пласти, завезені першими мовцями з малайських мов, африканський мовний субстрат, арабські, французькі й англійські запозичення). За час своїх мандрів з Індії до Європи синти (цигани Ломбардії) також пережили 9 мовних епох. Вірменська береже мовні свідчення про 10 епох (питомий фракійський фонд, урартійський субстрат, давньоперські, сирійські, грецькі, новоперські, арабські, турецькі, французькі, англійські запозичення). Баски також мають 10 іншомовних пластів у своєму словнику, галісійці й іспанці — по 14.

## Нові етимології з книги

Форзац книги

### Балтизми
● Балто-слов'янський стан не одвічний, а є наслідком пізнішого зближення сформованих балтійської та слов'янської мов (Топоров, Трубачов). У О. Трубачова це аргументовано й підтверджено власним досвідом дослідника-укладача ЕССЯ і є добрим прецедентом для наслідування.
● Безневинний таки відмінне від невинний. Першим поштовхом було питання географа В. Кожевникова, колись у музеї. Воно залишилося тоді без відповіді. Але відколи знаємо, чого бракує, це вже півділа. Без — це «перед» (так і в литовському be): «Ішов козак / Без ліс, без ліщину, / Та й надибав / Молоду дівчину». А на зв'язок рос. безвременно «передчасно» з литовською давно вказав А. П. Непокупний.

### Кельтизми
● «Підніміть мені повіки, не бачу!» Епізод з Вієм має прямі аналогії у кельтських міфах (Балор у ірландців, Ізбададен у валлійців). До знання кельтських джерел спонукало викладання валлійської мови і кількарічна робота на кафедрі етнології історичного факультету у проф. В. К. Борисенко.
● Владика — класичний кельтизм (підтвердження висновку О. Шахматова). Потрібно було не повірити М. Фасмеру (то була болісна життєва переоцінка). А підставою стало власне знання з мовної практики відповідної підсистеми валлійської лексики і констатація поморфемної (!) відповідности слів gw-led-ich / в-лад-ик-а. Плюс урочистий і архаїчний сакральний характер збережених дотепер контекстів.
● Дажбог — ніяк не сонячне божество (як Хорс, Ярило), а бог плодючости (кельтс. Dagda). Потрібно було визнати саму можливість збереження кельтського сліду в ментальности українців — і кинути виклик «загальноприйнятому». Поки автор на це наважувався — чеський дослідник Блажек дав пріоритетну публікацію. Земляки ще довго тулитимуть Дажбога до сонця, а в Даґди з-під сорочки сідниці видно.
● Камула < кімр. cwmwl «хмара», пор. лат. cumulus «купчасті хмари» — назва гори, вищої точки Гологір (471 м). Потрібно було шукати далі кельтський слід у топонімії України (після встановлення кельтської природи гідронімів Радоробель, Сукіль); а з іншого боку — знати про згадане Тацитом м. Камулодун у Британії. А тепер і прізвище Камула знайдено, одне таке в Україні.
● Радоробель < кімр. rhaedrawl «порожиста, каскадна» — назва річки, притоки Уборті у с. Радровель (= Хмелівка Жт Олевськ). Слід історичної присутности кельтів на Поліссі. Треба було поїхати й роздивитися. Погодилися на поїздку тодішні аспіранти М. Бастун і В. Ковальчук (2003 р.). Решта — дарунки долі. Їх могло й не бути, коли б усе обмежилося місцевою новиною про те, що р. Радоробель давно висохла. Без особливої мети рушили ми утрьох уздовж сухого рівчака до Уборті, поткнулися в один бік, у другий… Ще й накрапати почало. Лишалося ні з чим повернутися до Києва… Аж тут долинув рівний, басовитий, правічний гук водних струменів. То був не поріг, а перекат у кипені води. І не на Радороблі, а трохи вище від її гирла на Уборті. Поліська Уборть, і не одна вона — має пороги й перекати, але тільки цей чомусь заслужив на увагу — і ім'я — в гостей-кельтів. Чому так? Це розвиднилося лише через 14 років з карти (то треба роками жити з тою Радробеллю в голові): за картою Шуберта, близько у лісі у ХІХ ст. знали урочище Чеморище (< Cymry 'Уельс'!), а неподалік — ур. Колубельша й Утішелово! (див. статтю р. РАДОРОБЕЛЬ); нижче по Уборті є с. Чамєрнає Ву. Тоді це має бути слідом колумбанів, і час — не розселення кельтів у І ст., а євангелізації у VI-VII ст. Не на таке була надія, але й цей висновок теж цінний.

### Германізми
● Укр. -енко ~ лонґоб. -ẹngo = ґерм. -ing: Мартиненко, Романенко, Маренко, Марленко ~ Martinẹngo, Romanẹngo, Marẹngo, Marlẹngo = Marling… Українські прізвища на -енко виявилися родичами лонґобардських на -ẹngo і ґерманських на -ing: тобто Меровінґи, Капетинґи, Каролінґи — своєрідні Мировенки, Копитенки, Короленки… Потрібно було бути готовим помітити близькість формантів лонгоб. -ẹngo і укр. -енко, — подолавши опір шановного віку європейських германських назв (VI ст.) до форманту -енко, трактованого як щось дуже недавнє і «місцеве». А проф. Ф. Баллоні додивився, що звук -ẹ- у -ẹngo — закритий. 2017 р. додалися аналогії з васалама франків Обертенґами і сардинське -inku.
● У назві оз. Світязь і с. Свитазів Лв — шв. Svíþióð = Svíthiódh «Швеція». Потрібно було поставити гідронім у повніші контексти (з ойконімами і до словотвірного ряду) та врахувати положення В. Мартинова про відмінність проникнень від запозичень (критики цього не вивчили). Пор. і прізвище 17 Свитящук.

### Семітизми
● З гаком — яскравий український арабізм (ilhāq «додаток»). Після віднайдення цього високоймовірного прототипу старі пояснення виглядають наївними. Гортаючи словник Платтса, слід було, помітити ilhāq — і впізнати в укр. з гаком його перерозклад.
● Ганити, ганьба, догана — прийшли з арамейської (сир. ganya «сором», gannaba «злодій» [MacKenzie; Nyberg]), ймовірно через пахлавійську (парфян). Факти й можливости цього кола джерел і разу не використані в ЕСУМ. Спасибі Г. Нюбергу, що виділив ідеограми капітальними літерами.
● Пешітта < сир. mappaqtâ pšîṭtâ (ܦܫܝܛܬܐ ܡܦܩܬܐ), букв. «проста версія» (Біблії). Знайомство наших предків з цим найпершим арамейським перекладом Святого Письма помічене 2015 р. зі студій топонімії України грецько-єгипетського вектора. Матеріал прізвищ українців дав зливу доказів: 19 ПШИТА, 13 ПШИТий!, 24 ПІЩИТА, 131 ПИЩИТА, 778 ПІШТА, 6 ПІШТей, 28 ПИШТА, 61 ПЕШТА, 8 ПЕЩА, 2 Пашта, 1 Паста; 10 ПАШТенко Дц.; 20267 ПАЩенко.
● «Експансія молодої ісламської держави започаткувала історичний занепад Візантії. Після поразки армії Іраклія на р. Ярмук дальше завоювання доручено Шурабілю. Сусідство репліки ім'я імператора приголомшує: ІРАКЛіївка Heraclius Вн Могилів-Под: ЖЕРЕБИЛівка ?!Shurahbil; ЯРИШів ар. Jarash місто у Палестині, ВАЗЛуївка ар. wasl „зустріч; дружба; спілка“ ГАМУЛівка ар. gamal „верблюд“, ЯСТРУБна ар. Yathrib Ясриб = Медина»!
● «Кілька видатних прямих сусідств основи Сергій- зумовили увагу до кількісного аналізу всіх збережених контекстів цієї основи:
● СЕРГІЇвка Лг Сватове: ПАТАЛАХівка Fath Allah, ХОМівка, СОФІЇвка, КАЛИНівка;
● СЕРГІЄва Балка Хк Близнюки: ВОДОЛАЗЬке Fath Allah; ЯКОВівка, СОФІЇвка, ШИРОКе, РЯБоконівка;
● р. САРЖин = СЕРЖаний Яр (1773) Хк Хк: ПОДОЛЬОХ Fath Allah, ЯКОВлівка, ЯРОШі Jarash, БИСТРе БІДРЯГи БУДи, хут. САРЖин Яр (КАРАВАНъ, 1864) ^р. ЛЮБоТИНка у м. ЛЮБоТИН яр!, РОЗКОПаний акк. Raṣappa Roṣāfa л Уди, р. ЛУБ'Янка! Lubnan п Лопані л Уди ^яр ЛУБ'ЯНців; МЕРЕФа! ар. murāfa'a (просторіччя murāfa [new-platts]) позов до суду; МОРОХовець ЛУК'ЯНці; БЕРЕЗівка.
Тобто у трьох районах біля сіл з назвами від основи Сергій- „чомусь“ опинилися назви-репліки одного прототипу — бойового вигуку ар. Fath Allah (у т. ч. двічі це сусідні села!), тут же по два рази згадані суфії, позов до арабського суду murāfa(’a), Ліван, Яків (500—578), по разу — Росафа, Бустра, Яраш, Хома».

### Тюркізми
● Нагачів Лв, Ногачівка Хм. — Потрібно було лише вдуматися у те, що чорним по білому «видало» значення каз. нағашы «родичі з боку матері»! — і повірити йому. Перед тим була суцільна вибірка зі словника базової лексики тюркських мов. Як трапилося каз. нағашы, неясно промайнули географічні назви, а згодом пошук можливих однокореневих прізвищ дав приголомшливий результат. Ще за кілька днів були підключені польські й чеські аналоги у топонімії далеко на заході, а це нагадало час аварів.
● Півторак < аз. палтар «одяг», кумикс. «майно, хатні речі, скарб» + ак зменш. суф.: 22 Повтар, 26 -ь, 11 Повтор, 263 -ейко, 72 -енко, 25 -ак, 16 -ацька, 15 -ацький, 15 -аченко, 98 ПівторАН, 7 -АНова, 6 -АНов; 2 Півтора, 3668 -к, 510 -цька, 384 -цький, 114 -НІС, 100 -КА.
● Слово козак — не слово тюрків. У їхньому словотворі воно ізольоване (ознака запозичення) і початково не мало гармонії голосних (!). Тюркськими стали його пізніші пристосування казак, казах. Потрібно було докопатися до Codex Cumanicus (його pdf довго не вдавалося добути з інтернету). І тоді полемічний козак став розкривати свої витоки. Перша фіксація 1290-х рр. куманського слова «ghazal cosac» — переклад пізньолат. guayta «варта» і перс. naobat «караул» [Codex Cumanicus, 50v; Kuun 76]. Дтюрк. *xasal: xas «добірний, привілейований» + al прикм. [ДТС, 636, 656]; пор. груз. gušag-i «вартовий», арам. gwšk- «перська офіційна особа: повідомлювач». Де ж тут «кому хоче, тому служить»?

### Бактрійські грецизми
● Солуки, Солоха — репліки пототипу Σελεύκος Селевк «Селевк». Потрібно було зауважити унікальне пахл. Salōk [slwky] Gr Seleukos [Nyberg, 173]. Разом легалізувалися ЗАВАДівки ар. Sawad «Дворіччя», КИЗИМи та ін.
● Кашперівка і прізвища Кашпіровський — від гр. Κασπείρα з маніх. сперс. Kašpīr «Кашмір» [MMP, 209]. Єдиний словник маніхейських середньоперських пам'яток (MMP) згадує цей історичний топонім. Його грецький аналог Κασπείρα відсутній у ДРС. Вони без змін придатні для подальшої інтерпретації на нашій топонімії. Потрібно було це помітити.

### Іранізми
● Укр. волох «румун» < волхв «парфянин» (не вольк-кельт!) внаслідок служби родичів парфян, аланських найманців у Римі. Спасибі А. Гафурову й І. Оранському за нагадування про відповідність парф. Х загальноіранському Т/Θ та за пояснення фонетичного механізму метатези в дір. Партава ~ парф. Пахрава «Парфія» (Гафуров, 92). Далі прийшов розв'язок парф- = волхв-. З'ясувалося, що про іранськість волхвів писав Іван Золотоустий. Потрібно було не погодитися з класиками європейської науки (усіма!) і розвернути вектор волхвів на 180° від кельтів-вольків до засвідчених євангелієм побожних магів-волхвів. ВОЛЬКИ НІЯКІ НЕ ВОЛХВИ. Не могли криваві вольки в образі магів вітати Месію, ані піднести йому іранські за змістом дари, ані швидко дістатися до Назарету з півночі Європи, не мали у власній вірі нічого подібного до поняття Саоші-Рятівника. Натомість усе це могли і мали парфяни, які й були волхвами. Спасибі й А. Алеманю за картосхему, де алани під ім'ям парфян їдуть верхи на службу до Риму.
● Дбати, тривати, кат, катувати, жвавий, ошатний, занехаяти, бачити, раріг — насправді центральнослов'янські іранізми (авестизми), — не вторинні в українській, всупереч гіпотезі О. Трубачова «polono-iranica» (адже похідних слів у польській 127, у білоруській 115, а в українській 182) [Тищенко 2006, 120—121]. Див. ПЕРСЬКІ ІРАНІЗМИ. Потрібно було — при всій повазі до інших наукових досягнень акад. О. Трубачова — наважитися не прийняти його догму про те, що джерело українських авестизмів — буцімто не іранські прототипи, а їхні польські «пере-репліки»! Учений согрішив для підтримки міфу «київської колиски» на трьох: невдячне завдання, бо й білоруси ці слова мають!
● Міф про те, що витязь — це «вікінг», породжений європейським апломбом метрів. Його розбив у статті 1996 р. П. Аґостіні, нагадавши пасаж Амміана Марцелліна (363 р.), де йдеться про командирів кінноти vitaxii на чолі великих областей Персії. Отже, відтепер ціла епоха історії знову має бути розвернута на 180°: витязі — заслуга не скандинавського, а іранського світу. /Чверть століття — достатній час, щоб дійшло. А спростувань щось немає./
● Нафтулівка Хм — класичний приклад contradictio in obiecto у топонімії…. Ніщо не дає підстав пов'язувати цю назву з тим, що звуть «нафтою» тепер. Причина назви села може бути суто мовною, адже, у прототипі пахл. naft «вогкий»: naft [npt' | = M, N ~] moist, damp; naphtha. Працюючи зі словником Д. МакКензі, потрібно було пам'ятати, серед іншого, також і про цей дивацький топонім під Хмельницьким.
● Паркан — не від парк, а з пахлаві. Завдяки Г. Нюберґу подолано стереотип і знову переорієнтовано на 180° пояснення мовного впливу з перенесенням його зі сфери естетики до сфери оборони.
● Печеніг — не тюркізм від баджінак «своячок», а іранізм від пахл. пешеніґ «перший, кращий». Річ ясна, тюркологи не згодні, бо ще не отямилися від втрати козака як найманця! Значить, збираються тримати ще пару поколінь сучасників за наївняк, замовчуючи свою поразку. Фахівець знає свій матеріал і його риси неминуче надає об'єкту: з ким пристаєш, таким зостаєш. До справжнього пояснення привели весь дотеперішній парфянський / пахлавійський внесок і зроблене в науці О. Пріцаком, Д. МакКензі, Г. Нюбергом.
● Підопригора — ніякий не дивацький малорусизм. Це тисячі нащадків парфян. Ось де це прізвище українців опиняється у сузір'ї своїх родичів: пахл. frah-, pr'h- «знання, наука» (пор. сучасне перс. فرهنگ farh-ang «наука») — 15 ПРИГА, 19 Пригін, 25 -іна; pr'h- + gōhr- «рід» = рід учених: 49 Пригор, 16 -а, 899 ПРИГАРа; p'd «добрий» + gōhr- «рід» = pad-gōhr «well born» 2431 Подгорна, 1106 -ний, 2949 ПІДГОРна, 2433 -ний, 830 Підгірний, 1218 Підгурська; p'dypr'h «відплата», букв «добра наука»: 5 Подоприга, 9 ПІДОПРИГа, 5 Підоприг. ОВа; 52 ПодоприХін, 62 -іна; p'dypr'h + gōhr букв. «з роду, якому відплачено» (можливо, це про втікачів-ґабрів?): 43 ПОДОПРИГОР, 5 ПІДОПРИГОР, 2 Підопригоріна; 2996 Подопригора, 2617 ПІДОПРИГОРа, 63 Подопрігора. Спасибі Д. МакКензі.
● Посіпака (укр. ст. крутій) < парф. *pa(č)čībāg- [pcp'r', N *paǰīw] «оманливий». Застаріле слово сіпацтво «крутійство» [ЕСУМ, V, 255] («хитрість, лукавство; несумлінність, шахрайство») навело на справжній слід. І знову вкотре спасибі Д. МакКензі.

## Відгуки про складники концепції книги
| «На жаль, справу порівняння стародавньої топонімії України й Близького Сходу, розпочату, хай навіть дуже проблематично, О. І. Соболевським, ніхто не апробував, а таке порівняння, ...здається, можна було б продовжити» (О. С. Стрижак)[32]. |
| «Навряд чи дисертант претендує на те, що він пізнав чи розкрив абсолютну істину в досліджуваній галузі, але безперечно те, що він зробив гігантський крок, наближаючись до неї» (С. В. Семчинський)[33]. |
| «Не кожний науково-пізнавальний напрям і навіть не кожна галузь науки має власний, специфічний метод дослідження. (...) Сутність методу К. М. Тищенка полягає у трактуванні топонімічних ландшафтів як різновидів тексту з не до кінця відомим змістом, тобто в застосуванні до топонімії дослідного інструментарію синтактики й системного підходу з елементами теорії криптографії. Так вдається матеріалізувати інакше невловимі мовно-семантичні зв'язки між сусідніми назвами. Щоразу знаходячи мотивований "ключ" до поєднання окремих пар [просторово близьких] топонімів, професор К. Тищенко перший спромігся "читати" топонімічні ландшафти на карті України, – так, як географ читає карту, складаючи з окремих позначок бачення цілого (для повноти порівняння карта мала б бути добре потерта)» (докт. геогр. наук, проф. В. М. Пащенко)[34]. |
| Наукова заслуга К. М. Тищенка «серед багатьох інших полягає ще і в тому, що своїми дослідженнями він увів топонімію в етногенетичний контекст, а також використав найновіші досягнення молекулярної генетики, завдяки чому підніс етногенетичні дослідження на сучасний, якісно новий рівень» (акад. НАН України, проф. Г. П. Півторак)[35]. |
| «Недаремно освіту романіста і прикладного лінгвіста автор сполучив з іраністикою. Двадцятирічні досягнення його у цій галузі вже помітні: мовний слід сатрапії, ґабрів, джихаду; низка етимологій – зокрема, слів волхви, капирі, потала, посіпака, призьба, паркан; прізвищ Передерій, Копирсако, Сколота, Пероганич; топонімів Передеріївка, Зарваниця, Копирів кінець... Залучені автором іранські, готські й грецькі мовні факти нерідко мають ознаки субстратних, а не контактних, – адже справді дають проникнення, а не запозичення. Даремно упереджена критика силкувалася це підважити. Дослідник не відступив і вийшов тепер на нові рубежі...» (чл.-кор. НАН України, проф. Н. Ф. Клименко)[36]. |
| «Ви нічого не зміните, борючись проти наявної (пізнавальної моделі) дійсності. Аби щось змінити – створіть нову пізнавальну модель: вона й покаже застарілість чинної моделі (You never change things by fighting the existing reality. To change something, build a new model that makes the existing model obsolete.) Річард Фуллер, американський архітектор і винахідник (1895–1983). –– «Цей вислів, мені здається, добре узагальнює Ваш досвід ономастичних студій» (П. О. Селігей)[37]. |